# Rudolf Heinrich Hofmeister
Rudolf Heinrich Hofmeister (* 2. Februar 1814 in Zürich; † 7. Juni 1887 in Hottingen, heimatberechtigt in Zürich) war ein Schweizer Physiker und Meteorologe.

## Leben
Rudolf Heinrich Hofmeister wurde am 2. Februar 1814 in Zürich als Sohn des Stadtschreibers Heinrich Hofmeister geboren. Seine schulische Ausbildung erhielt Hofmeister an der Lateinschule, Gelehrtenschule, Kunstschule sowie am Technischen Institut in Zürich. Danach gehörte Hofmeister zur ersten Studentengeneration der 1833 eröffneten Universität Zürich. 1836 absolvierte er Weiterstudien an den Universitäten Wien und Berlin.
In der Folge unterrichtete er an der Bezirksschule in Lenzburg, als deren Rektor er 1842 eingesetzt war. Nach seiner 1846 erfolgten Rückkehr nach Zürich promovierte er zum Dr. phil. Daran anschliessend war er zunächst als Physiklehrer am Gymnasium sowie an der Tierarzneischule tätig, bevor er von 1849 bis 1885 als Physikprofessor an der Industrieschule lehrte, der er von 1869 bis 1873 auch als Rektor vorstand.
Zudem wurde er nach der Gründung der Lehramtsschule an der Universität Zürich 1867 zum Privatdozenten bestellt. Dort wurde er 1879 zum ausserordentlichen Professor für Physik ernannt. Ausserdem war er im Grossen Stadtrat von Zürich vertreten.
Rudolf Heinrich Hofmeister heiratete im Jahr 1838 Elisabeth (* 1816) geborene Irminger. Er verstarb am 7. Juni 1887 vier Monate nach Vollendung seines 73. Lebensjahres in Hottingen.

## Wirken
Rudolf Heinrich Hofmeister trat als Verfasser von wissenschaftlichen Beiträgen zur Meteorologie, Lehrbüchern zur Mathematik und Physik sowie Künstlerbiografien hervor.